# São João (Lisboa)
São João era una freguesia portuguesa del municipio de Lisboa, distrito de Lisboa.

## Historia
Fue suprimida el 8 de noviembre de 2012 en aplicación de una resolución de la Asamblea de la República portuguesa al pasar a formar parte de la freguesia de Penha de França.

## Patrimonio
- Convento de Santos-o-Novo
- Fuerte de Santa Apolónia